# Join Us
Join Us é o décimo quinto álbum de estúdio da banda They Might Be Giants, lançado em 19 de julho de 2011. É o primeiro álbum da banda desde The Else que não se destina ao público infantil.

## Faixas
Todas as faixas por They Might Be Giants.
1. "Can't Keep Johnny Down"- 2:23
2. "You Probably Get That A Lot"" – 2:57
3. "Old Pine Box" – 1:53
4. "Canajoharie" – 3:39
5. "Cloisonné" – 2:40
6. "Let Your Hair Hang Down" – 2:31
7. "Celebration" – 3:48
8. "In Fact" – 2:20
9. "When Will You Die" – 2:32
10. "Protagonist"  – 2:49
11. "Judy Is Your Viet Nam" – 1:26
12. "Never Knew Love" –  2:54
13. "The Lady And The Tiger" – 2:53
14. "Spoiler Alert"- 2:39
15. "Dog Walker"- 2:32
16. "2082"- 1:55
17. "Three Might Be Duende"- 2:25
18. "You Don't Like Me"- 2:57